# Knnillssonn
Knnillssonn är ett musikalbum av Harry Nilsson lanserat 1977 på RCA Records. Det var hans sista album för det bolaget och det blev även hans sista fullängds-LP i USA. Speciellt för Europamarknaden släppte han 1980 dock skivan Flash Harry. Knnillssonn blev något mera uppmärksammat än hans tre föregående album och nådde plats 108 på Billboard 200-listan. Den inledande låten "All I Think About Is You" listnoterades dessutom som singel i Storbritannien. 

## Låtlista
(alla låtar komponerade av Harry Nilsson)
1. "All I Think About Is You" – 4:04
2. "I Never Thought I'd Get This Lonely" – 5:06
3. "Who Done It?" – 5:20
4. "Lean on Me" – 2:51
5. "Goin' Down" – 3:11
6. "Old Bones" – 2:58
7. "Sweet Surrender" – 4:42
8. "Blanket for a Sail" – 2:33
9. "Laughin' Man" – 2:56
10. "Perfect Day" – 3:54